# Оушен-Гроув (Массачусетс)
Оушен-Гроув (англ. Ocean Grove) — переписна місцевість (CDP) в США, в окрузі Бристоль штату Массачусетс. Населення — 2904 особи (2020).

## Географія
Оушен-Гроув розташований за координатами 41°43′44″ пн. ш. 71°12′33″ зх. д. / 41.72889° пн. ш. 71.20917° зх. д. (41.728811, -71.209192).  За даними Бюро перепису населення США в 2010 році переписна місцевість мала площу 2,09 км², з яких 1,71 км² — суходіл та 0,38 км² — водойми.

## Демографія
Згідно з переписом 2010 року, у переписній місцевості мешкало 2811 осіб у 1218 домогосподарствах у складі 786 родин. Густота населення становила 1345 осіб/км².  Було 1310 помешкань (627/км²).
Расовий склад населення:
| - 98,3 % — білих - 0,7 % — чорних або афроамериканців - 0,2 % — азіатів - 0,1 % — корінних американців |

До двох чи більше рас належало 0,7 %. Частка іспаномовних становила 0,5 % від усіх жителів.
За віковим діапазоном населення розподілялося таким чином: 17,4 % — особи молодші 18 років, 66,0 % — особи у віці 18—64 років, 16,6 % — особи у віці 65 років та старші. Медіана віку мешканця становила 44,2 року. На 100 осіб жіночої статі у переписній місцевості припадало 95,2 чоловіків;  на 100 жінок у віці від 18 років та старших — 89,0 чоловіків також старших 18 років.
Середній дохід на одне домашнє господарство  становив 67 231 долар США (медіана — 59 833), а середній дохід на одну сім'ю — 80 916 доларів (медіана — 74 333). Медіана доходів становила 37 386 доларів для чоловіків та 44 554 долари для жінок. За межею бідності перебувало 12,7 % осіб, у тому числі 31,4 % дітей у віці до 18 років та 13,4 % осіб у віці 65 років та старших.
Цивільне працевлаштоване населення становило 1430 осіб. Основні галузі зайнятості: освіта, охорона здоров'я та соціальна допомога — 33,2 %, виробництво — 15,0 %, роздрібна торгівля — 14,3 %.